# Mochlozetes officiosus
Mochlozetes officiosus är en kvalsterart som beskrevs av Grandjean 1930. Mochlozetes officiosus ingår i släktet Mochlozetes och familjen Mochlozetidae. Inga underarter finns listade i Catalogue of Life.